# グロリア・イップ
グロリア・イップ（葉蘊儀、Gloria Yip、1973年1月13日 - ）は、香港の女優、歌手、実業家。

## 略歴
13歳のときに香港でショッピング中にスカウトされ、芸能界へ。日本香港合作映画『孔雀王』『孔雀王アシュラ伝説』で脚光を浴び、アジアを股にかける女優となるも、人気絶頂の1995年に電撃結婚、引退。夫パブロ・チャンとの間に1男1女をもうける。
2000年に離婚してからは、子供服やアクセサリーの製作など、実業家として活躍している。2001年から2004年にかけては、一時的に芸能界に復帰し、テレビドラマや映画に出演した。その後、オーストラリア・メルボルンの大学に進学し、芸術課程で学んだ。
2014年、無線電視のドラマ『ネバー・ダンス・アローン』（原題：女人倶楽部、演出：エリック・ツァン）に、ロレッタ・リーら、1980~90年代に活躍した女優等とともに出演し、久々に女優として復帰した。

## 出演作品

### 映画
- ホンコン・フライド・ムービー (1988)
- 孔雀王 (1988)
- 奇蹟/ミラクル (1989)
- 孔雀王アシュラ伝説 (1990)
- チェイス・フロム・ビヨンド（英語版） (1990)
- 涙で乾杯（中国語版） (1990)
- 仁義なき抗争（中国語版） (1990)
- 香港パラダイス (1990)
- アンディ・ラウ 神鳥伝説（中国語版）(1991)
- RIKI-OH/力王 (1991)
- 妖獣大戦 (1991)（羽仁未央監督、赤井英和主演）
  - 衛斯理之老貓 (1992)（上記作品の香港版、ラン・ナイチョイ（中国語版）監督）
- ミスティー (1992)
- フライング・バトル（中国語版） (1993)
- ミラクルワールド ブッシュマン3 (1994)（ミラクル・ワールド ブッシュマンのシリーズ3作目）
- 大阪プロレス飯店（中国語版） (2003)
- 正義迴廊 (2022)

### テレビドラマ
- あすなろ白書（2002年）
- 星が輝く夜に（2002年）
- ネバー・ダンス・アローン（2014年）

## CD

### 日本語シングル
- ASHURA（1990年2月21日、『孔雀王アシュラ伝説』主題歌） c/w：Don't Close Your Eyes
- S.O.S.（1990年10月21日、Angie「S.O.S.」のカバー） c/w：TOTAL HEAVEN
- 砂に消えた涙（1991年7月21日） c/w：Say Yeah!
- 眠り姫（1992年1月21日） c/w：四つの季節と一つの物語

### 日本語アルバム
- 原宿（1990年12月15日、フルアルバム）
- クリスマス（1991年11月21日、ミニアルバム）
- 眠り姫（1993年11月3日、ミニアルバム）

### 韓国語アルバム
- SEOUL（1991年8月21日）
- MY X-MAS...（1995年11月15日）

### 中国語アルバム
- 欺騙你的心（1992年3月）
- 愛的故事（1992年9月10日）
- 真的愛我就不要讓我傷心（1993年4月13日）
- 諾言（1993年11月）
- 是你答應說要對我好（1994年6月）
- 把我放在心裏頭（1994年11月、ベストアルバム）
- 在自己的房間裏（1995年1月17日）

### 広東語アルバム
- 可否想起我（1993年10月21日）

## 写真集
- まるごと一冊ラブリー写真集 ロードショー1990年7月号付録（1990年7月1日、集英社）
- わたしのこと 香港快的少女写真集（1990年11月15日発行、集英社）